# Lista odcinków serialu animowanego Żółwik Sammy i spółka
Poniżej znajduje się spis odcinków serialu Żółwik Sammy i spółka.
|  | Numer sezonu | Liczba odcinków | Światowa premiera | Premiera w Polsce |
|  | ------------ | --------------- | ----------------- | ----------------- |
|  | 1            | 52              | 20.07.2014        | 27.04.2015        |
|  | 2            | 52              | 20.10.2016        | 18.12.2017        |

## Sezon 1
| Nr | #  | Tytuł polski                                            | Tytuł oryginalny                           | Światowa premiera | Premiera w Polsce |
| --- | -- | ------------------------------------------------------- | ------------------------------------------ | ----------------- | ----------------- |
| 1 | 1  | "Ząb rekina"                                            | "La dent de la mer"                        | 20.07.2014        | 27.04.2015        |
| Ricky i Zalotka spierają się, kto jest odważniejszy. W tym celu zakładają się, że tytuł najdzielniejszej osoby w oceanie dostanie ten, kto przyniesie ząb rekina. |    |                                                         |                                            |                   |                   |
| 2 | 2  | "Zakochany Zgrywus"                                     | "Tendre rascasse"                          | 20.07.2014        | 28.04.2015        |
| Zgrywus zakochuje się w Elli. Chce z nią porozmawiać o tym na osobności, ale nie ma chwili, w ciągu której nie byłoby przy niej flirtującego z nią Ricky’ego. Zazdrosny Zgrywus postanawia chociaż na chwilę ich rozdzielić. Na jego nieszczęście, nawet, gdy mu się to udaje, Ella mówi tylko o Rickym. |    |                                                         |                                            |                   |                   |
| 3 | 3  | "Na dobre i na złe"                                     | "Pour le pire et le meilleur"              | 21.07.2014        | 29.04.2015        |
| Po kilku swarach, Albert i Alfa postanawiają nie być już więcej przyjaciółmi. Ryba-pilot znajduje pracę u barakudy. |    |                                                         |                                            |                   |                   |
| 4 | 4  | "Jak dorosły"                                           | "Dans la peau d’un grand"                  | 21.07.2014        | 30.04.2015        |
| Ricky’emu śni się, że pokonuje Wielkiego Kalmara. Od tego czasu zaczyna uważać, że jest już na tyle duży, by samemu przeżyć przygodę. W tym celu wypływa poza rafę. Sammy postanawia pokazać mu, że do pewnych rzeczy jeszcze nie dorósł. |    |                                                         |                                            |                   |                   |
| 5 | 5  | "Ogromnie zły potwór"                                   | "L’abominable monstre des mers"            | 23.08.2014        | 27.04.2015        |
| Wioskę atakuje ogromny potwór (pluszowy miś). Jako że Szefu ochrania mieszkańców, zostaje nowym przywódcą. Tymczasem Ricky, Ella, Figo i Anabel prowadzą małe śledztwo. |    |                                                         |                                            |                   |                   |
| 6 | 6  | "Uwięziona"                                             | "Prise au piège"                           | 23.08.2014        | 02.05.2015        |
| Ricky i Ella wchodzą do opuszczonej chatki po okulary dla słabowidzącego taty Figo. Na ich nieszczęście, żółwinka utyka w środku. Ricky próbuje ją ratować, ale przeszkadzają mu wygłodniałe mewy. Żółwik postanawia skorzystać z pomocy Pana Lucjusza i Alberta. Tymczasem ptaki objadają słomiany dach, by dostać się do Elli i ją zjeść. |    |                                                         |                                            |                   |                   |
| 7 | 7  | "Poławiacze pereł"                                      | "Chasse aux perles"                        | 24.08.2014        | 03.05.2015        |
| Pan Lucjusz urządza konkurs: ukrył w lagunie trzy perły, po jednej dla każdej drużyny, jeżeli któraś z grup znajdzie swoją, wygrywa nagrodę. Zadanie wydaje się trudne, gdyż dzieci nie są zadowolone z drużyn, do jakich trafiły; Ella i Figo szukają pereł z Zalotką, Ricky ze Zgrywusem, a Anabel z Bąblem. Z czasem okazuje się, że grupy, w jakich pracują dzieci, wcale nie są takie złe. |    |                                                         |                                            |                   |                   |
| 8 | 8  | "Spacer Figo"                                           | "La marche du papillon"                    | 24.08.2014        | 04.05.2015        |
| Figo chce nauczyć się chodzić po lądzie. Tymczasem George, jedna z mew, utyka w zatapianej łodzi. Czwórka przyjaciół, mimo że jest ich wrogiem, postanawia mu pomóc wydostać się z potrzasku. |    |                                                         |                                            |                   |                   |
| 9 | 9  | "Intruzi"                                               | "Les envahisseurs"                         | 25.08.2014        | 05.05.2015        |
| Lagunę zaczynają przeczesywać ludzie. Figo wymyśla, jak się ich pozbyć. |    |                                                         |                                            |                   |                   |
| 10 | 10 | "Słowo honoru mureny"                                   | "Parole de murène"                         | 25.08.2014        | 06.05.2015        |
| Filip ma dość bycia patałachem pod dyktando Szefa. Postanawia odwiedzić lagunę, gdzie przypadkowo trafia na szkołę. Udziela dobrej odpowiedzi na pytanie Pana Lucjusza, więc ten zaprasza go, by dołączył. Murena na dobre odchodzi od Szefa i zamierza kontynuować ledwo zaczętą edukację. Skorpeny postanawiają to wykorzystać. |    |                                                         |                                            |                   |                   |
| 11 | 11 | "Mniam"                                                 | "Miam"                                     | 26.08.2014        | 07.05.2015        |
| Skorpeny pomagają Szefowi wykraść całą żywność ze spichlerza. Sammy zabiera wszystkich dorosłych poza lagunę, aby poszukać czegoś do jedzenia. Albert zostaje w lagunie, gdyż z głodu zaczyna szaleć. Alfa, Ricky, Ella, Anabel i Figo pilnują go. |    |                                                         |                                            |                   |                   |
| 12 | 12 | "Latające żółwie"                                       | "Tortue volante"                           | 26.08.2014        | 08.05.2015        |
| Ricky i Ella bawią się na powierzchni. Nagle żółwinkę porywa George. Ricky natychmiast chwyta się jego nogi i zaczyna go gryźć, w wyniku czego, ten puszcza dziewczynkę. Niestety, zabiera ją Ringo. Żółwik spada na jedno z drzew i zaczyna latać za pomocą jednego z liści, natomiast Ella wsadza głowę Ringo do bambusa. Obiecuje mu, że pomoże mu ją wyciągnąć, jeżeli jej pomoże. |    |                                                         |                                            |                   |                   |
| 13 | 13 | "Rywal"                                                 | "Le rival"                                 | 27.08.2014        | 09.05.2015        |
| Ricky nareszcie decyduje się powiedzieć Elli, co do niej czuje. W tym celu zabiera ją poza lagunę, by pobyć z nią sam na sam. Prawie wyznaje jej swoją miłość, a nawet, o mało co, nie dochodzi do pocałunku, niestety, romantyczną scenę psują Anabel i Figo. Nagle Ellę łapie jeden z wodorostów. Ricky próbuje jej pomóc, niestety, bezskutecznie. Wtem przypływa inny żółwik, Robert, który uwalnia dziewczynkę z potrzasku. Ricky od razu zauważa, że Elli podoba się przybysz, a, widząc, jak ten się do niej przystawia, staje się bardzo zazdrosny. W lagunie Robert opowiada o niebezpiecznych przygodach, które sam przeżywa. Żółwinka coraz bardziej ulega jego urokowi. Gdy Robert prawie chwyta ją za płetwę, Ricky zabiera ją i próbuje uświadomić, że tamten tylko się popisuje. Ella uważa, że po prostu jest zazdrosny. Żółwik w końcu nie wytrzymuje i spotykając się z samym Robertem, rzuca mu niebezpieczne wyzwanie, by dać upust swojej zazdrości i sprawdzić, który tak naprawdę jest lepszy i godny Elli. |    |                                                         |                                            |                   |                   |
| 14 | 14 | "Miłość jest ślepa"                                     | "Léamour rend aveugle"                     | 27.08.2014        | 10.05.2015        |
| Zbliża się kolejna rocznica ślubu dziadków Ricky’ego. Chcąc wyglądać pięknie dla swojego męża, Rita, nakłada na powieki krem z wodorostów (cień do powiek). Niestety, jako iż wodorosty mają właściwości klejące, nie może otworzyć oczu. Ricky, Ella i ich przyjaciele postanawiają ją zabrać do Wielkiego Akwarium, gdzie krem zostanie zmyty. |    |                                                         |                                            |                   |                   |
| 15 | 15 | "Wymyślona choroba"                                     | "Le malade imaginaire"                     | 28.08.2014        | 11.05.2015        |
| Barakudy prawie znajdują wejście do laguny. Sammy postanawia, by Pan Lucjusz pilnował wejścia, co oznacza, że w tym dniu nie będzie szkoły. Tymczasem niewiedzący o niczym Ricky, udaje, że boli go brzuch, by nie iść na sprawdzian. Ray, z początku chciał zawiadomić go o zaistniałej sytuacji, ale wiedząc, że ten kłamie i chcąc dać mu nauczkę, pozwala mu zostać w domu. Ricky spędza w domu cały dzień zamiast bawić się z przyjaciółmi. Tymczasem Ella, Anabel i Figo płyną poza rafę po lekarstwo, o którym mówił Ray. |    |                                                         |                                            |                   |                   |
| 16 | 16 | "Mistrz Figo"                                           | "La bande à Pipo"                          | 28.08.2014        | 12.05.2015        |
| Dzieci mają przygotować w grupach pokaz pływania synchronicznego. Mający o tym pojęcie Figo tworzy układ, ale to, że jest apodyktyczny na propozycje przyjaciół, denerwuje Ricky’ego. W końcu chłopcy się na siebie obrażają, co wykorzystuje Zalotka. |    |                                                         |                                            |                   |                   |
| 17 | 17 | "Zagroda homarów"                                       | "Un homard au mitard"                      | 29.08.2014        | 13.05.2015        |
| Pan Lucjusz zabiera Ellę, Ricky’ego, Anabel i Figo do swojego kuzyna, Andrzeja. Niestety, ten zostaje porwany przez ludzi i wrzucony do zagrody homarów. Cała piątka rusza mu na pomoc. |    |                                                         |                                            |                   |                   |
| 18 | 18 | "Zemsta"                                                | "La vengeance dans la carapace"            | 29.08.2014        | 14.05.2015        |
| Skorpeny wrabiają Ricky’ego w zniszczenie komina oceanicznego Pana Lucjusza, przez co ten nie płynie na wycieczkę. Sfrustrowany żółwik nie zamierza pozostać im dłużny, pod osłoną nocy zrzuca kamień na Drzewo Koralowe i zostawia przy nim jedną z rozgwiazd-cekinów Zalotki. |    |                                                         |                                            |                   |                   |
| 19 | 19 | "Żółw z piórami"                                        | "Tortue à plumes"                          | 30.08.2014        | 15.05.2015        |
| John obrywa kokosem w głowę, a obserwując Ellę i Ricky’ego, myśli, że jest żółwiem. Dzieci próbują przypomnieć mu o jego prawdziwej tożsamości, zanim pozostałe mewy zorientują się, co jest grane. |    |                                                         |                                            |                   |                   |
| 20 | 20 | "Pierścień"                                             | "La communauté de l’anneau"                | 30.08.2014        | 16.05.2015        |
| Jacks znajduje pierścień, który każdy, gdy tylko na niego spojrzy, chce mieć. Sammy zbiera drużynę, by zniszczyć artefakt w Rowie bez dna. Tymczasem Jacks prosi o pomoc Szefa. |    |                                                         |                                            |                   |                   |
| 21 | 21 | "Tajemnica Alfy"                                        | "Le mystère Alpha"                         | 31.08.2014        | 17.05.2015        |
| Alfa każdej nocy opuszcza rafę. Albert źle się czuje z tym, że jego przyjaciółka ma przed nim tajemnicę. Ricky postanawia ingerować... |    |                                                         |                                            |                   |                   |
| 22 | 22 | "Ricky zdrajca"                                         | "La trahison de Ricky"                     | 31.08.2014        | 18.05.2015        |
| Główna czwórka zauważa dziwne światła na wraku Szefa. Ricky chce to sprawdzić, ale reszta woli zdać relację Sammy’emu. Mimo zakazu przywódcy, żółwik postanawia szpiegować wroga. W tym celu zgłasza się do niego na służbę. |    |                                                         |                                            |                   |                   |
| 23 | 23 | "Jasnowidz"                                             | "Voyance et prévoyance"                    | 01.09.2014        | 19.05.2015        |
| Szefu chwali się, że umie przepowiadać przyszłość, więc Figo postanawia dowiedzieć się od niego, kim będzie w przyszłości. |    |                                                         |                                            |                   |                   |
| 24 | 24 | "Światło na rafie"                                      | "Lumière sur le récif"                     | 01.09.2014        | 20.05.2015        |
| W środku nocy Ricky’ego i Zalotkę budzi dziwny hałas. Gdy przypływają na miejsce, żółwika zaczyna gonić bardzo mocne światło. Ricky, wraz z Ellą i przyjaciółmi postanawia dowiedzieć się czegoś o tym, co stało się poprzedniej nocy. |    |                                                         |                                            |                   |                   |
| 25 | 25 | "Zawody"                                                | "La guerre des poissons"                   | 02.09.2014        | 21.05.2015        |
| Ricky, Ella i Figo mają zamiar konkurować ze skorpenami o prawo do placu zabaw. Sędziuje Anabel. |    |                                                         |                                            |                   |                   |
| 26 | 26 | "Skarb rekinów"                                         | "Le trésor des requins"                    | 02.09.2014        | 22.05.2015        |
| Ricky, Ella i Zalotka zostają wybrani do referatu o rekinach. Niestety, skorpeny płyną do Jaskiń rekinów, by zobaczyć ich legendarny skarb. Albert, Ricky i Ella ruszają z odsieczą. |    |                                                         |                                            |                   |                   |
| 27 | 27 | "Poważne zadanie Błazenka"                              | "Le syndrome du poisson clown"             | 03.09.2014        | 07.09.2015        |
| Dzieci mają spędzić dzień z kimś dorosłym, by dowiedzieć się, jak jego praca wpływa na codzienne życie mieszkańców rafy. Ricky i Ella trafiają na Billy’ego, co jest im w smak. Błazenek demonstruje im, jak jego żarty wpływają na morale obywateli wioski. Jednakże na żółwikach nie robi to większego wrażenia i zaczynają się nudzić. W końcu Ricky nie wytrzymuje i zaczyna krytykować Billy’ego. Obrażony błazenek postanawia oddać mu swoje stanowisko. |    |                                                         |                                            |                   |                   |
| 28 | 28 | "Życie na wolności"                                     | "La vie sauvage"                           | 03.09.2014        | 08.09.2015        |
| Na wycieczce poza rafą, Figo znajduje Eliota, małą rybkę z Wielkiego Akwarium. Malec przyznaje, że przypadkowo wypłynął z domu, a w wyniku ucieczki przed rekinami, zgubił drogę powrotną. Czwórka przyjaciół postanawia go odstawić do domu, ale najpierw postanawiają nauczyć go przetrwania w oceanie. |    |                                                         |                                            |                   |                   |
| 29 | 29 | "Zaćmienie Słońca"                                      | "En place pour l’éclipse"                  | 04.09.2014        | 09.09.2015        |
| Zbliża się niecodzienne zjawisko zwane zaćmieniem Słońca. Zgrywus, podobnie, jak Ricky chce obejrzeć je tylko z Ellą, ale los sprawia, że skazani są na towarzystwo Figo i Anabel. Żeby choć zaimponować żółwince, chłopcy postanawiają przekonać kraba Leonarda, aby udostępnił im swoje akwarium na obejrzenie zaćmienia. |    |                                                         |                                            |                   |                   |
| 30 | 30 | "Szczęśliwy Figo"                                       | "Joyeux Pipo"                              | 04.09.2014        | 10.09.2015        |
| Figo ciągle narzeka. Zaczyna tym coraz bardziej denerwować swoich przyjaciół, którzy stawiają mu ultimatum: albo przestanie narzekać, albo nie będą się z nim bawić. |    |                                                         |                                            |                   |                   |
| 31 | 31 | "Oaza"                                                  | "L’oasis"                                  | 05.09.2014        | 07.09.2015        |
| Tata Figo znajduje piękną oazę i planuje się tam przenieść razem z synem. Ricky, Ella, Anabel i Figo starają się go przekonać, by zmienił zdanie. |    |                                                         |                                            |                   |                   |
| 32 | 32 | "Piękny Brzydal"                                        | "Jimbo joli coeur"                         | 05.09.2014        | 12.09.2015        |
| Brzydal wyznaje Ricky’emu i Elli, że żywi uczucia do Małgosi, ale boi się jej to powiedzieć, bo jest brzydki. Żółwiki postanawiają pomóc mu uwierzyć w siebie. |    |                                                         |                                            |                   |                   |
| 33 | 33 | "Ray- bohater"                                          | "Le grand départ"                          | 06.09.2014        | 13.09.2015        |
| Ray, chcąc się popisać swoim ciosem płetwą, niechybnie naraża dzieci na niebezpieczeństwo. Wstydząc się swojego występku, postanawia opuścić rafę. Ricky podstępem próbuje zawrócić go do wioski. |    |                                                         |                                            |                   |                   |
| 34 | 34 | "Mamusia"                                               | "Big Mamma"                                | 06.09.2014        | 14.09.2015        |
| Do laguny przypływa mama Szefa. Jest dla wszystkich bardzo miła. Ella i Figo wietrzą podstęp. |    |                                                         |                                            |                   |                   |
| 35 | 35 | "Żółwiki"                                               | "Têtes d’oeufs"                            | 07.09.2014        | 15.09.2015        |
| Koralia, przyjaciółka Sammy’ego ma zostać matką. Lucjusz pilnuje jaj, dopóki się nie wyklują, niestety, mewy odwracają jego uwagę i pod jego nieobecność kradną młode. George, który podczas swojej warty zauważa, że dzieci się wykluwają, zaprzyjaźnia się z nimi i postanawia oddać je ich matce. |    |                                                         |                                            |                   |                   |
| 36 | 36 | "Turyści"                                               | "Touristes tous risques"                   | 07.09.2014        | 16.09.2015        |
| Czwórka przyjaciół oprowadza grupkę turystów po lagunie. Zalotka i jej pomagierzy donoszą o wszystkim Szefowi. Konik morski postanawia zalać rafę turystami. |    |                                                         |                                            |                   |                   |
| 37 | 37 | "Udawana kłótnia"                                       | "Une dispute pour de faux"                 | 08.09.2014        | 17.09.2015        |
| Ricky i Ella chcą pokazać Anabel, jak być stanowczym. W tym celu udają kłótnię, niestety, zachodzi to tak daleko, że obrażają się na siebie. Ich przyjaciele próbują ich pogodzić. |    |                                                         |                                            |                   |                   |
| 38 | 38 | "Ocean idealny"                                         | "Un océan parfait"                         | 08.09.2014        | 18.09.2015        |
| Niesłusznie ukarana w szkole Ella, złości się nieprzestrzeganiem zasad. Gdy wypływa poza rafę, przypadkowo wpada do jednej z jaskiń, a ta przenosi ją na taką samą rafę, z tą różnicą, że reguły są tam ściśle przestrzegane. Żółwinka stara się jak najszybciej stamtąd uciec... |    |                                                         |                                            |                   |                   |
| 39 | 39 | "Rów bez dna"                                           | "La faille sans fond"                      | 09.09.2014        | 19.09.2015        |
| Ratując Szefa, Sammy utyka w Rowie bez dna zasypany kamieniami przez Wielkiego Kalmara. Przecisnąć się między głazami może tylko Szefu, który, niestety, boi się ciemności. Ricky, Ella, Ray i ich przyjaciele muszą pomóc mu wyzbyć się lęku. |    |                                                         |                                            |                   |                   |
| 40 | 40 | "Talizman szczęścia"                                    | "Le porte-bonheur"                         | 09.09.2014        | 20.09.2015        |
| Ricky, zafascynowany opowieścią Pana Lucjusza o różnokolorowych muszlach, wyciąga swoich przyjaciół na wyprawę do Rowu bez dna. Ella, niechcący, ściąga na nich kłopoty, przez co Ricky wypomina jej, że przynosi pecha. Załamana dziewczynka zauważa, że gdy stoi obok Anabel, ma szczęście i powierza jej rolę swojego talizmanu szczęścia. |    |                                                         |                                            |                   |                   |
| 41 | 41 | "Mariusz"                                               | "Les vantards"                             | 10.09.2014        | 21.09.2015        |
| Ricky ma zająć się swoim małym, acz bardzo pyskatym i nadpobudliwym kuzynem, Mariuszem. W chwili jego nieuwagi, malec wypływa poza rafę, by zmierzyć się z Szefem. Przez swoją lekkomyślność i niezdyscyplinowanie pakuje się w coraz to większe kłopoty. Dzielny Ricky płynie mu z odsieczą. |    |                                                         |                                            |                   |                   |
| 42 | 42 | "Gra"                                                   | "L’enfer du jeu"                           | 10.09.2014        | 22.09.2015        |
| Anabel przypadkowo wymyśla nową grę. Niechybnie rozrywka staje się tak popularna, że aby zagrać, trzeba czekać w długiej kolejce. Szefu postanawia nieco ulepszyć oryginał, by użyć go, jako dywersję. |    |                                                         |                                            |                   |                   |
| 43 | 43 | "Nowy Sammy"                                            | "Le nouveau Sammy"                         | 11.09.2014        | 23.09.2015        |
| Filip i Marco przyprowadzają swojemu zwierzchnikowi Eddy’ego, który świetnie naśladuje głosy innych, a, jakby tego było mało, wygląda zupełnie jak Sammy. Konik morski postanawia przeprowadzić małą podmiankę. |    |                                                         |                                            |                   |                   |
| 44 | 44 | "Podzielona rafa"                                       | "Un récif divisé"                          | 11.09.2014        | 24.09.2015        |
| Do laguny przypływa mały rekinek, który prawdopodobnie się zgubił. Ricky, próbując go oswoić, wskakuje na niego i przypadkowo zabiera także Ellę. Ray uważa, że to była tylko zabawa, ale Sammy jest innego zdania. Wkrótce dziadkowie zaczynają się kłócić i zabraniają Ricky’emu i Elli się spotykać. |    |                                                         |                                            |                   |                   |
| 45 | 45 | "Babcie na ratunek"                                     | "Mamies tortues à la rescousse"            | 12.09.2014        | 25.09.2015        |
| Sammy i Ray zostają złapani przez ludzi. Ricky, Ella, ich babcie, John i Lucjusz ruszają na ratunek. |    |                                                         |                                            |                   |                   |
| 46 | 46 | "John Mewa Trzeci"                                      | "John le terrible"                         | 12.09.2014        | 26.09.2015        |
| Paul, George i Ringo mają dosyć tego, że John cały czas trzyma z żółwiami. Postanawiają więc wyrzucić go z paczki. |    |                                                         |                                            |                   |                   |
| 47 | 47 | "Ojciec chrzestny"                                      | "Le parrain"                               | 13.09.2014        | 27.09.2015        |
| Kuzyn Szefa, Leopold, prosi go, by zaopiekował się jego dziećmi. Ten niechętnie przystaje, ale potem postanawia wykorzystać maluchy do przejęcie kontroli nad rafą. |    |                                                         |                                            |                   |                   |
| 48 | 48 | "Operacja: przyjaźń"                                    | "Opération amitié"                         | 13.09.2014        | 28.09.2015        |
| Ricky, Ella, Anabel i Figo chcą zaprzyjaźnić się z krabem Leonardem. Zauważając, że ten nie widzi nic poza swoim krasnalem, Norbertem, postanawiają zabrać figurkę na jakiś czas i zająć jej miejsce. Okazuje się, że nie przewidzieli konsekwencji swojego postępku... |    |                                                         |                                            |                   |                   |
| 49 | 49 | "Legenda o królewnie Koralinie i rycerzu Białym Krabie" | "La légende de Coraline et Blanc tourteau" | 14.09.2014        | 29.09.2015        |
| Pan Lucjusz opowiada historię miłosną. Szczególnie zachwycony jest nią Bąbel, który stara się zaimponować Zalotce swoją odwagą i płynie zmierzyć się z potworem. Ricky, choć uważa, że nie podobała mu się sentymentalna opowieść nauczyciela, zaczyna po niej traktować Ellę jak swoją księżniczkę i opiekuje się nią podczas poszukiwań Bąbla. |    |                                                         |                                            |                   |                   |
| 50 | 50 | "Ella i nagroda"                                        | "L’égo d’Ella"                             | 14.09.2014        | 30.09.2015        |
| Anabel i Ella zostają laureatkami szkolnego konkursu. Jako iż żółwinka, mimo że jest mądrzejsza, przegrywa z przyjaciółką, inni, nawet Ricky, przestają się nią w ogóle interesować. Zdesperowana Ella wypływa z laguny, gdzie żali się niechybnie spotkanemu Szefowi, że nikt już nie uważa jej za inteligentną. Konik morski postanawia posłużyć się nią do zdobycia laguny. |    |                                                         |                                            |                   |                   |
| 51 | 51 | "Szefu bohater"                                         | "Big Boss ce héros"                        | 15.09.2014        | 01.10.2015        |
| Szefu, po dołującym go śnie, daje obie spokój z laguną i się wyprowadza. Wkrótce między główną czwórką i skorpenami wywiązuje się walka o jego wrak. Tymczasem konik morski spotyka barakudy, chcąc ratować własną skórę, postanawia zabrać je do wioski. |    |                                                         |                                            |                   |                   |
| 52 | 52 | "Podwójne urodziny"                                     | "Double anniversaire"                      | 15.09.2014        | 02.10.2015        |
| Ricky i Ella obchodzą swoje ósme urodziny. Jako iż jej przyjaciel się spóźnia na uroczystość, żółwinka postanawia go poszukać. Nic nie wskazuje na to, że ceremonia w ogóle się rozpocznie... |    |                                                         |                                            |                   |                   |

## Sezon 2
| Nr  | #  | Tytuł polski                             | Tytuł oryginalny                           | Światowa premiera    | Premiera w Polsce |
| --- | -- | ---------------------------------------- | ------------------------------------------ | -------------------- | ----------------- |
| 53  | 1  | Butelka w morzu                          | Une bouteille à la mer                     | 20 października 2016 | 18 grudnia 2017   |
| 54  | 2  | Oskar kijanka                            | Oscar le tétard                            | 20 października 2016 | 8 marca 2018      |
| 55  | 3  | Bunt Zgrywusa                            | Bavass se rebelle                          | 21 października 2016 | 18 grudnia 2017   |
| 56  | 4  | Przyjaciel Anabel                        | Le nouvel ami d’Annabel                    | 21 października 2016 | 22 lutego 2018    |
| 57  | 5  | Saksofon sławy i chwały                  | La trompette de la renommée                | 24 października 2016 | 23 marca 2018     |
| 58  | 6  | Niewidzialność                           | Invisible                                  | 24 października 2016 | 18 grudnia 2017   |
| 59  | 7  | Starszy brat                             | Le grand frère                             | 25 października 2016 | 19 grudnia 2017   |
| 60  | 8  | Dzień wolny od szkoły                    | Youpi, l’école est finie                   | 25 października 2016 | 19 grudnia 2017   |
| 61  | 9  | Doktor Auć                               | Le docteur Kipick                          | 26 października 2016 | 19 grudnia 2017   |
| 62  | 10 | Bij Lej Ray                              | Papy cool                                  | 26 października 2016 | 20 grudnia 2017   |
| 63  | 11 | Głupi żart                               | Mauvaise blague                            | 27 października 2016 | 20 grudnia 2017   |
| 64  | 12 | Plama oleju                              | Pétrole ! Pétrole !                        | 27 października 2016 | 21 grudnia 2017   |
| 65  | 13 | Niebezpieczny referat                    | Un exposé à risques                        | 22 listopada 2016    | 20 grudnia 2017   |
| 66  | 14 | Jeden-zero dla dziewczynek               | Filles 1 – Garçons 0                       | 24 stycznia 2017     | 21 grudnia 2017   |
| 67  | 15 | Najlepszy przyjaciel                     | Meilleur ami                               | 31 stycznia 2017     | 22 grudnia 2017   |
| 68  | 16 | Szczypki przejmują kontrolę              | Pince-moi prend le pouvoir                 | 7 lutego 2017        | 23 grudnia 2017   |
| 69  | 17 | Kim jest Anabel?                         | Anna...Qui?                                | 8 lutego 2017        | 24 grudnia 2017   |
| 70  | 18 | W cieniu Ricky’ego                       | Dans l’ombre de Ricky                      | 9 lutego 2017        | 25 grudnia 2017   |
| 71  | 19 | Nocleg ze śniadaniem                     | Petit déjeuner compris                     | 16 lutego 2017       | 22 grudnia 2017   |
| 72  | 20 | Egzotyczne wakacje                       | Vacances exotiques                         | 7 marca 2017         | 25 grudnia 2017   |
| 73  | 21 | Wyścig przez ocean                       | Le tour de l’Océan                         | 8 marca 2017         | 26 grudnia 2017   |
| 74  | 22 | Dobry, wielki Szef                       | Gentil Big Boss                            | 9 marca 2017         | 26 grudnia 2017   |
| 75  | 23 | Wybory                                   | Les élections                              | 10 marca 2017        | 27 grudnia 2017   |
| 76  | 24 | Przeczucie                               | Prémonition                                | 13 marca 2017        | 12 marca 2018     |
| 77  | 25 | Nieskromny Ricky                         | Ricky a le melon                           | 22 marca 2017        | 21 grudnia 2017   |
| 78  | 26 | Skrzynia skarbów                         | Le coffre au trésor                        | 3 kwietnia 2017      | 27 grudnia 2017   |
| 79  | 27 | Cena przyjaźni                           | Le prix de l’amitié                        | 3 kwietnia 2017      | 28 grudnia 2017   |
| 80  | 28 | Wędrowny artysta                         | La vie de bohème                           | 4 kwietnia 2017      | 28 grudnia 2017   |
| 81  | 29 | Dom dla Leonarda                         | Un abri pour Léonard                       | 4 kwietnia 2017      | 29 grudnia 2017   |
| 82  | 30 | Połączone                                | Coincées                                   | 5 kwietnia 2017      | 29 grudnia 2017   |
| 83  | 31 | Wybraniec                                | L’élu                                      | 5 kwietnia 2017      | 12 lutego 2018    |
| 84  | 32 | Przygoda z sercem                        | L’odyssée du cœur                          | 6 kwietnia 2017      | 13 lutego 2018    |
| 85  | 33 | Szefu-landia                             | L’Hippocampus                              | 6 kwietnia 2017      | 9 marca 2018      |
| 86  | 34 | Rybo-wilk                                | Le poisson-garou                           | 7 kwietnia 2017      | 14 lutego 2018    |
| 87  | 35 | Wynalazek                                | Moderne !                                  | 10 kwietnia 2017     | 19 lutego 2018    |
| 88  | 36 | Książę zamarzniętych mórz                | Le prince des mers gelées                  | 10 kwietnia 2017     | 16 lutego 2018    |
| 89  | 37 | Sardynka Skoczka                         | Un amour de sardine                        | 5 maja 2017          | 15 lutego 2018    |
| 90  | 38 | Złe towarzystwo                          | Mauvaise influence                         | 22 października 2017 | 20 lutego 2018    |
| 91  | 39 | Występ rybo-klauna                       | Le clown show                              | 22 października 2017 | 21 lutego 2018    |
| 92  | 40 | Wielki turniej                           | Amour, tournoi et confusion                | 29 października 2017 | 26 lutego 2018    |
| 93  | 41 | Migające cudo                            | Un truc qui clignote                       | 29 października 2017 | 27 lutego 2018    |
| 94  | 42 | Chciałbym być mały                       | Quand je serai petit                       | 5 listopada 2017     | 28 lutego 2018    |
| 95  | 43 | Król dowcipniś                           | Le roi des canulars                        | 5 listopada 2017     | 1 marca 2018      |
| 96  | 44 | Zadanie                                  | L’exercice                                 | 12 listopada 2017    | 9 marca 2018      |
| 97  | 45 | Obóz dla maluchów                        | Souvenir du camp des Gobies                | 12 listopada 2017    | 2 marca 2018      |
| 98  | 46 | Artystka i... oszustka                   | Art-ificiel                                | 19 listopada 2017    | 5 marca 2018      |
| 99  | 47 | Przysługa za przysługę                   | Merci Shelly                               | 19 listopada 2017    | 5 marca 2018      |
| 100 | 48 | Yoko                                     | Yoko                                       | 26 listopada 2017    | 6 marca 2018      |
| 101 | 49 | Silny tata                               | Papa costaud                               | 26 listopada 2017    | 6 marca 2018      |
| 102 | 50 | Srebrna Łuska kontra Płetwiasty Mściciel | L’Ecaille d’argent contre le Vengeur palmé | 3 grudnia 2017       | 7 marca 2018      |
| 103 | 51 | Zamiana                                  | Drôle de jeu de rôle                       | 3 grudnia 2017       | 7 marca 2018      |
| 104 | 52 | Rozbitek                                 | Le naufragé                                | 10 grudnia 2017      | 8 marca 2018      |